# Darboville
Pour les articles homonymes, voir Clerget.
Jules-Étienne-Jean Clerget, dit Darboville (Lyon, 7 décembre 1781 - Marseille, 22 septembre 1842) est un acteur et chanteur français.

## Biographie
Issu d'une famille de marins de Marseille, il fait quelques campagnes en mer et accompagne même Bonaparte en Égypte.
Passionné par le théâtre, il débute à l'Opéra-Comique de Paris en 1811 et poursuit sa carrière au Théâtre de Lyon comme chanteur et comme acteur. Opposé à la Restauration, il se réfugie à Bruxelles en 1815 et joue au Théâtre de la Monnaie de 1816 à 1823, époque où les sociétaires du Théâtre Feydeau le rappellent à Paris pour remplacer le baryton Martin.
Souffrant d'une maladie du larynx, il termine sa carrière à Marseille, où il meurt subitement en pleine répétition.

## Sources
- François-Antoine Harel, Dictionnaire théâtral, ou Douze cent trente-trois vérités sur les directeurs, régisseurs, acteurs, actrices et employés des divers théâtres ; confidences sur les procédés de l'illusion ; examen du vocabulaire dramatique ; coup d’œil sur le matériel et le moral des spectacles, Paris, J.-N. Barba, 1825, 2e éd., 384 p. (lire en ligne), p. 101-102
- Henry Lyonnet, Dictionnaire des comédiens français, ceux d'hier : biographie, bibliographie, iconographie, t. I, Genève, Bibliothèque de la Revue Universelle Internationale Illustrée, 1912 (lire en ligne), p. 430